# غوردون دبليو. بويي
غوردون دبليو. بويي (بالإنجليزية: Gordon W. Bowie)‏ هو ملحن أمريكي، ولد في 1944، وتوفي في 5 يناير 2012.